# Sobrecàrrega de l'operador
En programació d'ordinadors, la sobrecàrrega d'operadors, de vegades anomenada polimorfisme ad hoc d'operadors, és un cas específic de polimorfisme, on diferents operadors tenen diferents implementacions depenent dels seus arguments. La sobrecàrrega de l'operador es defineix generalment per un llenguatge de programació, un programador o ambdós.

## Justificació
La sobrecàrrega de l'operador és un sucre sintàctic, i s'utilitza perquè permet programar utilitzant una notació més propera al domini objectiu i permet als tipus definits per l'usuari un nivell similar de suport sintàctic que els tipus integrats en un llenguatge. És habitual, per exemple, en la informàtica científica, on permet manipular representacions computacionals d'objectes matemàtics amb la mateixa sintaxi que en el paper.
La sobrecàrrega de l'operador no modifica el poder expressiu d'un llenguatge (amb funcions), ja que es pot emular mitjançant trucades de funcions. Per exemple, considereu les variables a, b i c d'algun tipus definit per l'usuari, com ara les matrius :
a + b * c
En un llenguatge que admet la sobrecàrrega d'operadors, i amb el supòsit habitual que l'operador '*' té una prioritat més alta que l'operador '+', aquesta és una manera concisa d'escriure:
Add(a, Multiply(b, c))
Tanmateix, la sintaxi anterior reflecteix l'ús matemàtic comú.

## Exemples
En aquest cas, l'operador d'addició està sobrecarregat per permetre l'addició en un tipus definit per l'usuari Time en C++:
```
Time
 
operator
+
(
const
 
Time
&
 
lhs
,
 
const
 
Time
&
 
rhs
)
 
{

 
Time
 
temp
 
=
 
lhs
;

 
temp
.
seconds
 
+=
 
rhs
.
seconds
;

 
temp
.
minutes
 
+=
 
temp
.
seconds
 
/
 
60
;

 
temp
.
seconds
 
%=
 
60
;

 
temp
.
minutes
 
+=
 
rhs
.
minutes
;

 
temp
.
hours
 
+=
 
temp
.
minutes
 
/
 
60
;

 
temp
.
minutes
 
%=
 
60
;

 
temp
.
hours
 
+=
 
rhs
.
hours
;

 
return
 
temp
;

}

```

L'addició és una operació binària, el que significa que té dos operands. En C++, els arguments que es passen són els operands i l'objecte temp és el valor retornat. L'operació també es podria definir com un mètode de classe, substituint lhs per l'argument hidden this ; Tanmateix, això obliga l'operand esquerre a ser del tipus Time:
```
// The "const" right before the opening curly brace means that |this| is not modified.

Time
 
Time
::
operator
+
(
const
 
Time
&
 
rhs
)
 
const
 
{

 
Time
 
temp
 
=
 
*
this
;
 
// |this| should not be modified, so make a copy.

 
temp
.
seconds
 
+=
 
rhs
.
seconds
;

 
temp
.
minutes
 
+=
 
temp
.
seconds
 
/
 
60
;

 
temp
.
seconds
 
%=
 
60
;

 
temp
.
minutes
 
+=
 
rhs
.
minutes
;

 
temp
.
hours
 
+=
 
temp
.
minutes
 
/
 
60
;

 
temp
.
minutes
 
%=
 
60
;

 
temp
.
hours
 
+=
 
rhs
.
hours
;

 
return
 
temp
;

}

```

## Catàleg
Es fa una classificació d'alguns llenguatges de programació comuns segons si els seus operadors són sobrecarregables pel programador i si els operadors estan limitats a un conjunt predefinit.
| Operadors       | No es pot sobrecarregar                                                                           | Sobrecàrrega |
| --------------- | ------------------------------------------------------------------------------------------------- | --- |
| Nou definible   | - ML - Pico - Pròleg - Xerrada                                                                    | - ALGOL 68 - Clojure - Eiffel - Fortran - Futhark - F# - Haskell - Io - Nim - R - Raku - Scala - Llavor 7 - Swift |
| Conjunt limitat | - BÀSIC - C - Vés - Java - JavaScript - Mòdul-2 - Objectiu-C - Pascal - TypeScript - Visual Basic | - Ada - C# - C++ - Ceilan - D - Dard - FreeBASIC - Genial - Java - Kotlin - Lua - MATLAB - Object Pascal (Free Pascal, Delphi (des de 2005)) - PHP (utilitzant mètodes màgics, interfície ArrayAccess o extensió de l'operador) - Perl - Python - Rubí - Rovell - Visual Basic. NET |